# Anastasia Danae Lazaridis
Anastasia Danae Lazaridis, auch Lazaridou (griechisch Αναστασία Δανάη Λαζαρίδου) (* 1953 in Piräus; † 20. Februar 2017 in Genf) war eine griechische Neogräzistin und seit 1981 Lehrbeauftragte für Neugriechische Sprache und Literatur an der Universität Genf.

## Leben
Nach dem Besuch der italienisch-griechischen Schule in Athen von 1965 bis 1971 studierte Lazaridou zunächst von 1971 bis 1976 Philosophie, Altgriechisch und Geschichte der antiken Religionen an der Universität Genf, nach dem Erwerb der licence von 1976 bis 1978 ebendort Neugriechisch als Ergänzung zur licence. Nach verschiedenen Tätigkeiten, darunter solchen im Bereich der Übersetzung und des Dolmetschens, war sie seit 1981 Chargée d’enseignement in der Unité de Grec moderne im Département des langues et des littératures méditerranéennes, slaves et orientales der Universität Genf. Von 1997 bis 2002 unterrichtete sie Neugriechisch auch im Studiengang Master of Arts (troisième cycle) des Institut d’Études Supérieures en Théologie Orthodoxe in Chambésy. Seit 2012, seit dem vorzeitigen Tod von Michel Lassithiotakis, war sie mit der wissenschaftlichen und administrativen Leitung der Unité de Grec Moderne beauftragt.

## Arbeitsgebiete
Arbeitsgebiete von Lazaridis waren die neugriechische Literatur und Geschichte des 19. und 20. Jahrhunderts, insbesondere die Dichter Solomos, Kalvos und Seferis, die literarische Übersetzung, die Phraseologie und die Didaktik des Neugriechischen. Lazaridis betreute im Verlag Editions Melchior, Genf, eine Reihe mit Übersetzungen neugriechischer Literatur und war Präsidentin der 1996 in Genf gegründeten Schweizerischen Gesellschaft für neugriechische Studien, welche seit 2000 die Zeitschrift Psifides (Ψηφίδες) herausgibt. 2013 hat sie zusammen mit Bertrand Bouvier ein französischsprachiges Manuskript der Bibliothek von Genf herausgegeben, in dem sich der griechische Gelehrte Iakovos Rhizos Nerulos, der sich zeitweilig in Genf aufhielt, kritisch mit der Charte Turque ou Organisation religieuse, civile et militaire de l’Empire Ottoman des Italieners Alfio Grassi (1766–1827) auseinandersetzt.

## Schriften (Auswahl)
Phraseologisches Lexikon und Herausgeberschaften
- Ekkehard Wolfgang Bornträger, in collaborazione con Anastasia Danai Lazaridou, Federica Marcucci: Φρασεολογικό λεξικό της νέας Ελληνικής – Dizionario fraseologico del greco moderno. Espressioni idiomatiche, modi di dire, collocazioni. Wien, Phoibos, 1995, ISBN 3-901232-06-0.
- ΒΟΥΚΟΛΕΙΑ. Mélanges offerts à Bertrand Bouvier édités par Anastasia Danaé Lazaridis, Vincent Barras, Terpsichore Birchler. Genève, Belles Lettres, 1995, darin auch der Beitrag: Ο ιερομόναχος Διονύσιος και οι "Ελεύθεροι πολιορκισμένοι": Παρατηρήσεις πάνω στο 1ο σχεδίασμα, S. 293–302.
- Ο Ελληνικός κόσμος ανάμεσα στην Ανατολή και τη Δύση 1453―1981. Πρακτικά του 1ου Ευρωπαϊκού συνεδρίου νεοελληνικών σπουδών, Βερολίνο, 2―4 Οκτοβρίου 1998. Επιμέλεια Αστερίου Αργυρίου, Κωνσταντίνου Α. Δημάδη, Αναστασίας Δαναής Λαζαρίδου. Athen, Ελληνικά γράμματα, 1999, 2 Bde., Bd. 1: ISBN 960-344-859-1, Bd. 2: ISBN 960-344-860-5, Set: ISBN 960-344-861-3.
- (Hrsg., mit Bertrand Bouvier): Jacovaky Rizo Néroulos, Analyse raisonnée de l'ouvrage intitulé "Charte turque" – Ιακωβάκη Ρίζου Νερουλού Κριτική ανάλυση του συγγράμματος που επιγράφεται “Τουρκική Χάρτα”. Εισαγωγή, έκδοση, μετάφραση, ευρετήρια: Bertrand Bouvier, Αναστασία Δανάη Λαζαρίδου. Morphōtiko Idryma Ethnikēs Trapezēs, Athen 2013, Inhaltsverzeichnis; Buchanzeige mit Kurzbiographien von Bouvier und Lazaridis. – (Editio princeps eines unveröffentlichten Genfer Manuskriptes und Übersetzung ins Neugriechische)
- Samuel Baud-Bovy, 1906–1986 : néohelléniste, ethnomusicologue, musicien. Études publiées par Bertrand Bouvier et Anastasia Danaé Lazaridis, avec la collaboration de Hionia Saskia Petroff. Librairie Droz S.A., Genève 2016.

Artikel
- Μεταπολεμική λογοτεχνία: Η κατάθεση του Χριστοφόρου Μηλιώνη. In: La littérature grecque de l'après-guerre. Paris, Inalco, 1992, S. 113–123.
- La charte de la typographie grecque. In: Print (Zurich) 17, 1993, S. 30–31.
- Τέσσερα ποιήματα του Γιώργου Σεφέρη – Four poems of George Seferis. In: Επιφάνια, Μαουτχάουσεν, Το Άξιον εστί. Athen, ERT, 1993, S. 28–33.
- Για τους ποιητάριδες της Κύπρου. In: La langue, la littérature, l'histoire et la civilisation chypriotes. Bezançon, Praxandre, 1995, S. 252–258.
- Louis Gaulis: Six poèmes pour Chypre – Έξι ποιήματα για την Κύπρο. Μετάφραση Δανάη Λαζαρίδου. In: Σημείο (Λευκοσία), 1995, n⁰ 3, S. 30–37. – Französischer Text mit griechischer Übersetzung.
- Costas Tachtsis: Grand-mère Athènes et autres textes. Traduction du grec par Farid Emam, préface par Anastasia Danaé Lazaridis. Genève, Melchior, 1996, ISBN 2-940024-07-3.
- Τα νεοελληνικά γράμματα στην Ευρώπη. In: Οι νεοελληνικές σπουδές στην Ευρώπη. Athen, Γενική γραμματεία απόδημου ελληνισμού, 1996, S. 379–383.
- Le voyage au Mont-Athos d'Antonin Proust. In: Irini Papatheodorou (Hrsg.), Voyage dans l'espace grec et voyageurs européens en Grèce du XVe au XXe siècle. XIVe colloque international des néo-hellénistes des universités francophones, Université de Rennes Haute-Bretagne. Rennes, Université de Rennes, 1997, S. 207–217.
- Calvos et Solomos face à Byron. In: Mélanges offerts à Astérios Argyriou. Ouvrage collectif dirigé par Irini Tsamadou Jacoberger. L’Harmattan, Paris 2000, ISBN 2-7384-9601-6.
- Un cours de littérature grecque moderne à Genève: Jacovaky Rizo Néroulos et le philhellénisme genevois. In: Ψηφίδες – Περιοδική έκδοση της Ελβετικής Εταιρείας Νεοελληνικών Σπουδών (Psifidès  – Publication de la Société Suisse des Études Néohelléniques) 1, 2010, S. 9–36.
- Quelques réflexions à la lecture de l’Éloge de Foscolo (1827) de Dionysios Solomos et de sa Correspondance (1816–1856). In: Cahiers balkaniques, Hors-série 2015, veröffentlicht am 13. Januar 2016, (online)